# Campanile di San Vittore
Il campanile di San Vittore (anche detto campanile del Bernascone) è la torre campanaria della basilica maggiore della città italiana di Varese.
Costruito a più riprese tra il 1617 e il 1773, con i suoi 77,91 m d'elevazione dal suolo è l'edificio più alto della città lombarda e ne è anche uno dei monumenti più noti e comunemente riconoscibili, anche a livello simbolico e identitario.

## Storia

### Costruzione
Ai primi del XVII secolo, allorché la costruzione della nuova basilica varesina dedicata a san Vittore il Moro (su progetto originario - poi modificato da interventi collettanei - di Pellegrino Tibaldi) fu giunta in stadio avanzato, la fabbriceria contattò l'architetto Giuseppe Bernascone (detto "il Mancino") affinché si occupasse di progettare la costruzione di una monumentale torre campanaria, alta a sufficienza da essere scorta e poter far udire il suono delle proprie campane fin al di fuori del recinto fortificato cittadino.
Bernascone era a quel tempo il capomastro più in vista di Varese: nei decenni precedenti era stato infatti il primo artefice dell'allestimento del "viale del Rosario" e del santuario al Sacro Monte, occupandosi inoltre della costruzione di alcune chiese cittadine, ivi compresa la direzione del cantiere di San Vittore.
Nella stesura del progetto, l'architetto si conformò ai dettami stilistici del manierismo all'epoca imperante in Lombardia: disegnò quindi una torre alta circa 72 metri, nella quale il granito grigio (anche detto serizzo) estratto dalle cave della Val d'Ossola "dialoga" con mattoni rossi d'argilla. Il terreno a latere della basilica era inoltre pregno d'acqua e quindi cedevole, sicché l'architetto dovette prevedere lo scavo di fondamenta massicce e profonde.

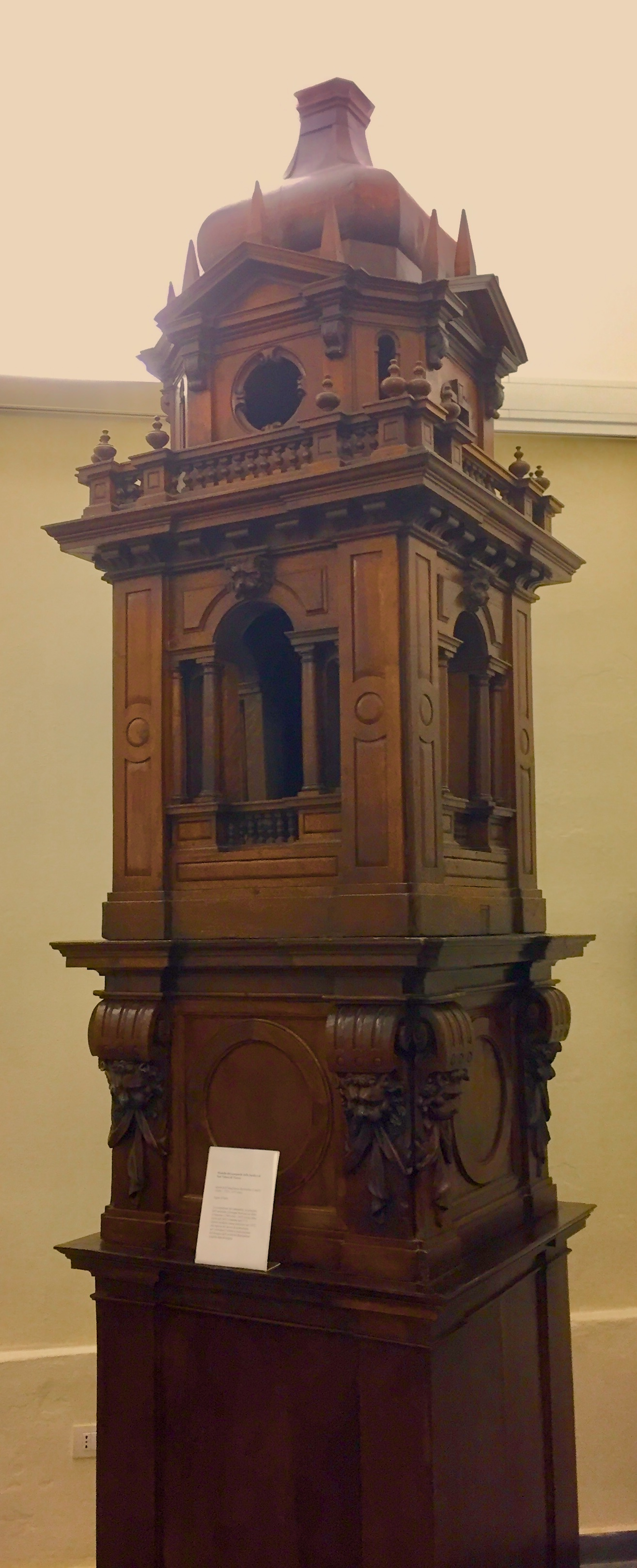
Il modellino del campanile realizzato a fine XVII secolo da Giuseppe Baroffio

La prima pietra fu posta in opera il 5 marzo 1617: i lavori inizialmente procedettero con speditezza, salvo poi arrestarsi attorno al 1634 allorché Bernascone morì (forse colto da peste). A tale data la torre era stata eretta fino a circa la prima balconata.
Nei decenni successivi la costruzione avanzò con estrema lentezza: la cella campanaria fu completata solo nel 1678, mentre per la conclusione definitiva occorse attendere l'intervento di Giulio e Giuseppe Baroffio, che rividero il progetto di Bernascone dando maggior elevazione in altezza alla lanterna sommitale (oltre i 77 m), alla quale conferirono inoltre un'impronta più barocca, in linea col mutato gusto architettonico del tempo. Sempre ai Baroffio si deve la realizzazione di un modellino ligneo del campanile, alto circa quattro metri e abbastanza preciso (se ne distacca unicamente per alcuni dettagli, come ad esempio la finestratura della lanterna), che è successivamente entrato a far parte della collezione museale di Villa Mirabello.
I lavori vennero infine ultimati nel 1773.

### Eventi successivi

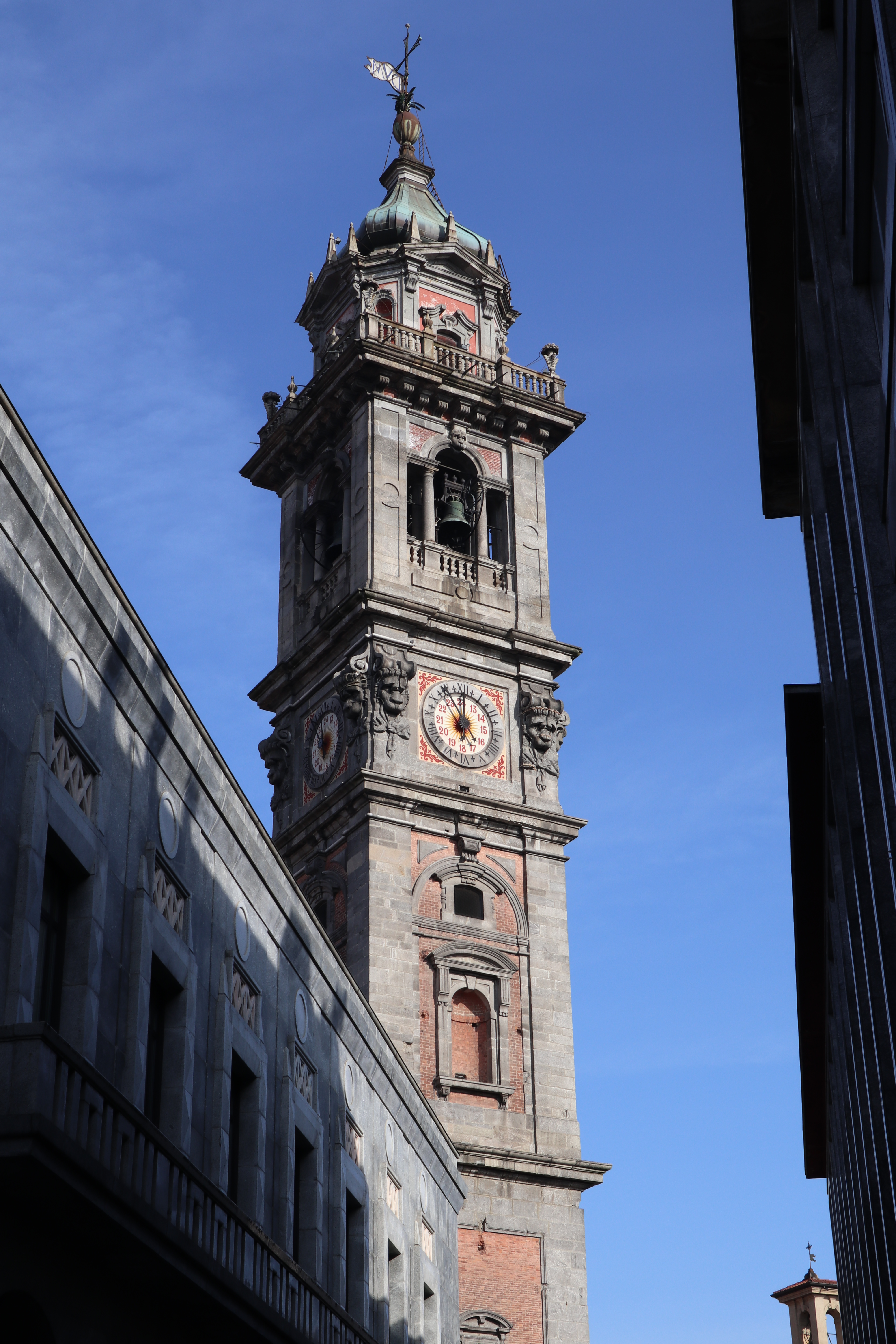
Vista del lato sud della torre, che reca ben evidenti i segni delle cannonate austriache del 1859.

Complice la scelta di realizzare le opere murarie in pietra e laterizio a vista, senza far ricorso a intonaci, il campanile ha resistito per secoli senza subìre né particolari restauri, né modifiche: il 30 maggio 1859 la torre inoltre sopportò senza problemi alcune cannonate sparate da un reparto dell'Imperial regio Esercito austro-ungarico comandato dal feldmaresciallo Karl von Urban come rappresaglia per il rifiuto della città di pagare una somma di denaro come indennizzo per la battaglia di Varese. L'atto ebbe una valenza prettamente simbolica, poiché le campane di San Vittore avevano suonato a festa al momento dell'ingresso in città dei garibaldini. I segni lasciati dalle palle di cannone, particolarmente visibili sul lato sud della torre (sulle mura della basilica è finanche rimasto conficcato un proiettile), non sono mai stati riparati e hanno anzi assunto valore di memoriale dell'epoca risorgimentale.
Fino circa agli anni 1980 l'accesso alla cella campanaria fu estemporaneamente aperto ai visitatori: l'assenza di parapetti e protezioni adeguate, unita al timore per possibili cedimenti strutturali, ha tuttavia comportato la progressiva interdizione al pubblico.
Nel 1928, partendo dai disegni originali del Bernascone, l'architetto Bruno Ravasi eseguì un'approfondita perizia sulla struttura, realizzandone una dettagliata planimetria.
Tra la fine del XX secolo e l'inizio del XXI le opere murarie hanno palesato un crescente ammaloramento, dovuto all'azione degli agenti atmosferici (pioggia acida, neve, vento ed escursione termica) e del guano degli uccelli selvatici.
Contestualmente emersero alcuni fenomeni che fecero sospettare l'insorgenza di problemi strutturali: tra il 2008 e il 2009 dapprima si crepò il selciato presso il basamento, quindi da uno dei cornicioni intermedi si distaccarono alcuni calcinacci di medie dimensioni; l'area attorno al campanile venne pertanto transennata e la Curia varesina commissionò a un pool di esperti una perizia sulla stabilità dell'edificio. A dispetto delle preoccupazioni, gli esami appurarono che la struttura del campanile era in buone condizioni, robusta e non soggetta a vibrazioni, e che le problematiche emerse potevano essere sanate con interventi mirati, ferma comunque restando la necessità di un restauro conservativo e di un costante monitoraggio delle condizioni statiche.

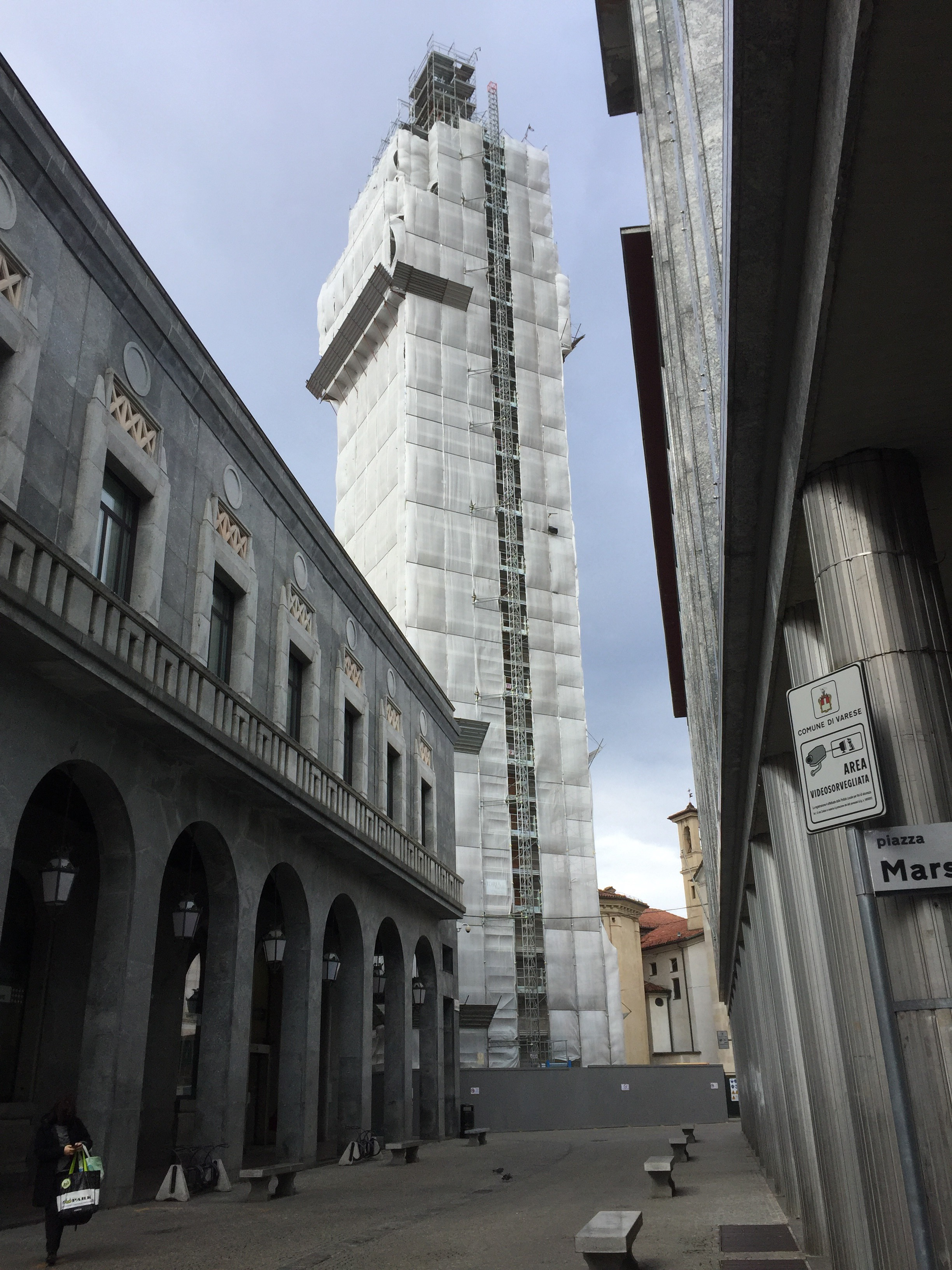
Il campanile avvolto dai ponteggi durante i lavori di restauro (aprile 2021)

Nel novembre 2020 ha quindi preso il via un complessivo intervento di restauro sia interno che esterno della torre, inclusivo di ripulitura, consolidamento, risanamento e protezione di opere murarie, scalinate, cella campanaria, impianti, parti lignee e illuminazione interna. Il costo dei lavori, stimato in oltre 1 500 000 euro, è stato perlopiù coperto da Fondazione Cariplo e Regione Lombardia.

## Aspetto e struttura

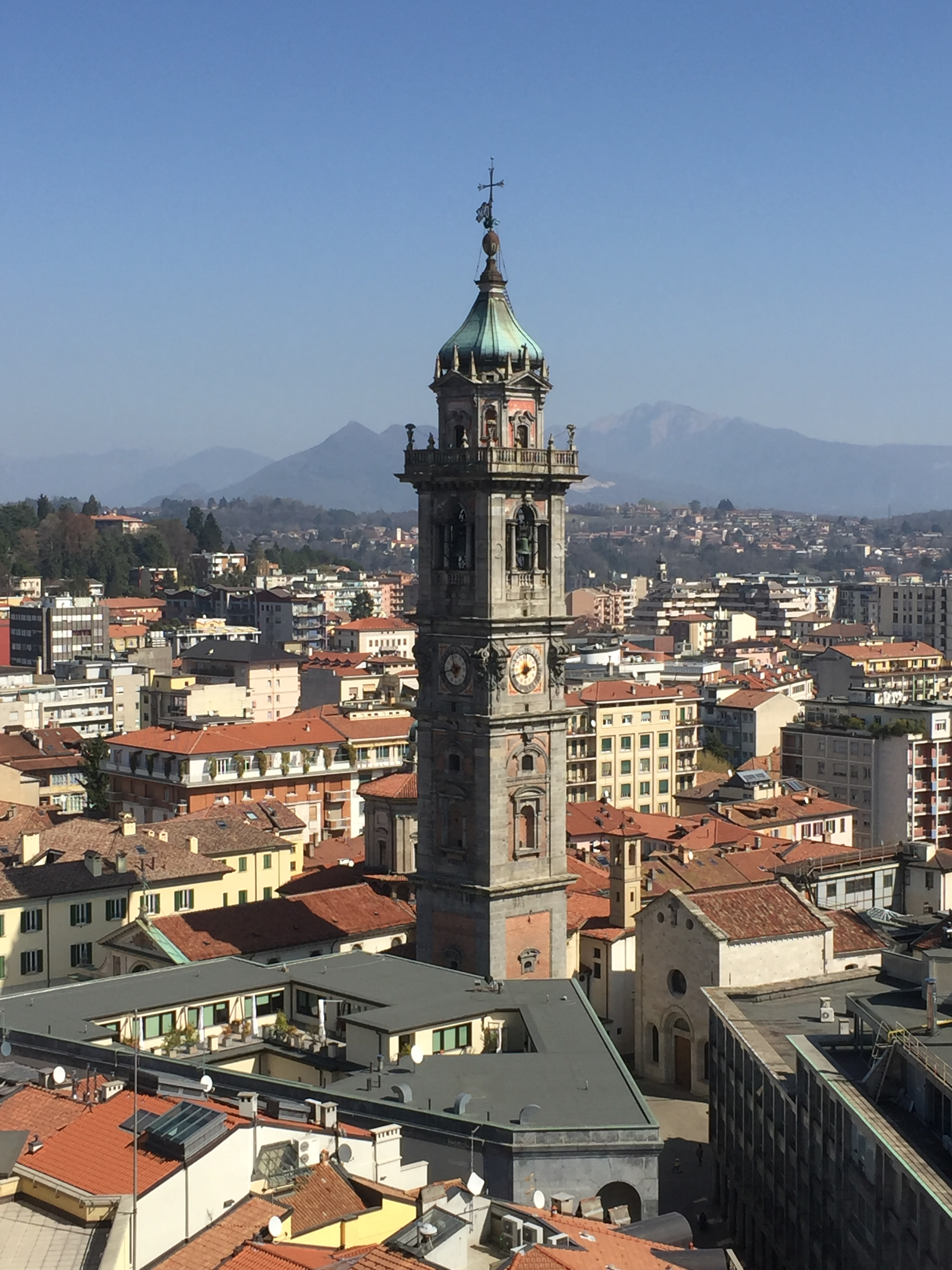
Il campanile visto dalla vicina Torre Civica.

Il campanile presenta una ricchezza decorativa che cresce man mano che si sale in altezza: il sobrio basamento, leggermente più largo rispetto al resto della torre (10,85 m per lato), è costruito in granito grigio, con l'unico orpello costituito da semplici blocchi lapidei sfalsati in bugnato a far risaltare gli angoli. Su di esso si fonda un primo livello, ove il granito incornicia l'opera muraria in mattoni rossi, al centro del quale si aprono quattro lucernari (uno per facciata) "esaltati" da una cornice granitica quadrangolare e da un "falso archetto" posto come architrave. Un primo cornicione fa da stacco col secondo livello, ove nei muri in mattoni si aprono ampie nicchie ad arco (destinate ad accogliere statue che però non vi furono mai collocate), sormontate da finestre; il tutto è racchiuso da una modanatura arcuata che riprende la struttura portante interna. Due cornicioni in successioni racchiudono lo spazio che accoglie i quattro quadranti d'orologio, nei quali le ore sono riportate sia con la cifratura da 1 a 12 (con numeri romani neri racchiusi nella corona circolare esterna, a sua volta granitica) che da 13 a 24 (in cifre arabe rosse verniciate entro il quadrante bianco). Ai lati di ciascun quadrante spiccano le figure (scolpite nel granito) di due massicce teste di leone, che presentano una museruola bronzea applicata sul naso: tali sculture sono localmente note anche col soprannome di “guardiani”. Al di sopra si aprono le serliane della cella campanaria, chiusa superiormente dalla terrazza sommitale, retta da un ulteriore cornicione di fattura più ricca rispetto a quelli sottostanti. L'ultimo elemento del campanile è quindi la lanterna, che con la propria decorazione nettamente più sfarzosa segna il passaggio dal manierismo al barocco: la struttura è a base ottagonale, finestrata su tutti i lati lunghi (su quelli corti vi sono invece semplici nicchie vuote) e sormontata da una cupola a cipolla rivestita in lastre di rame. Sul pinnacolo svetta una sfera bronzea sormontata da una croce, dalla quale sventola una banderuola recante inscritto DVM (acronimo della formula latina Divo Victori Martyri, ossia "[dedicato] a San Vittore Martire"). L'altezza complessiva è di 77,91 m.
Dal punto di vista statico, la torre si regge su massicce colonne innervate negli angoli, che in corrispondenza di ogni piano sono raccordate da archi interni realizzati in blocchi di porfido.
Per accedere alla cella campanaria vi è una scalinata ancorata ai muri interni, composta da circa 268 scalini a partire dal pianterreno; indi due ulteriori rampe a chiocciola danno accesso alla terrazza superiore e alla lanterna, consentendo di arrivare fin dentro la cupola metallica.

## Le campane

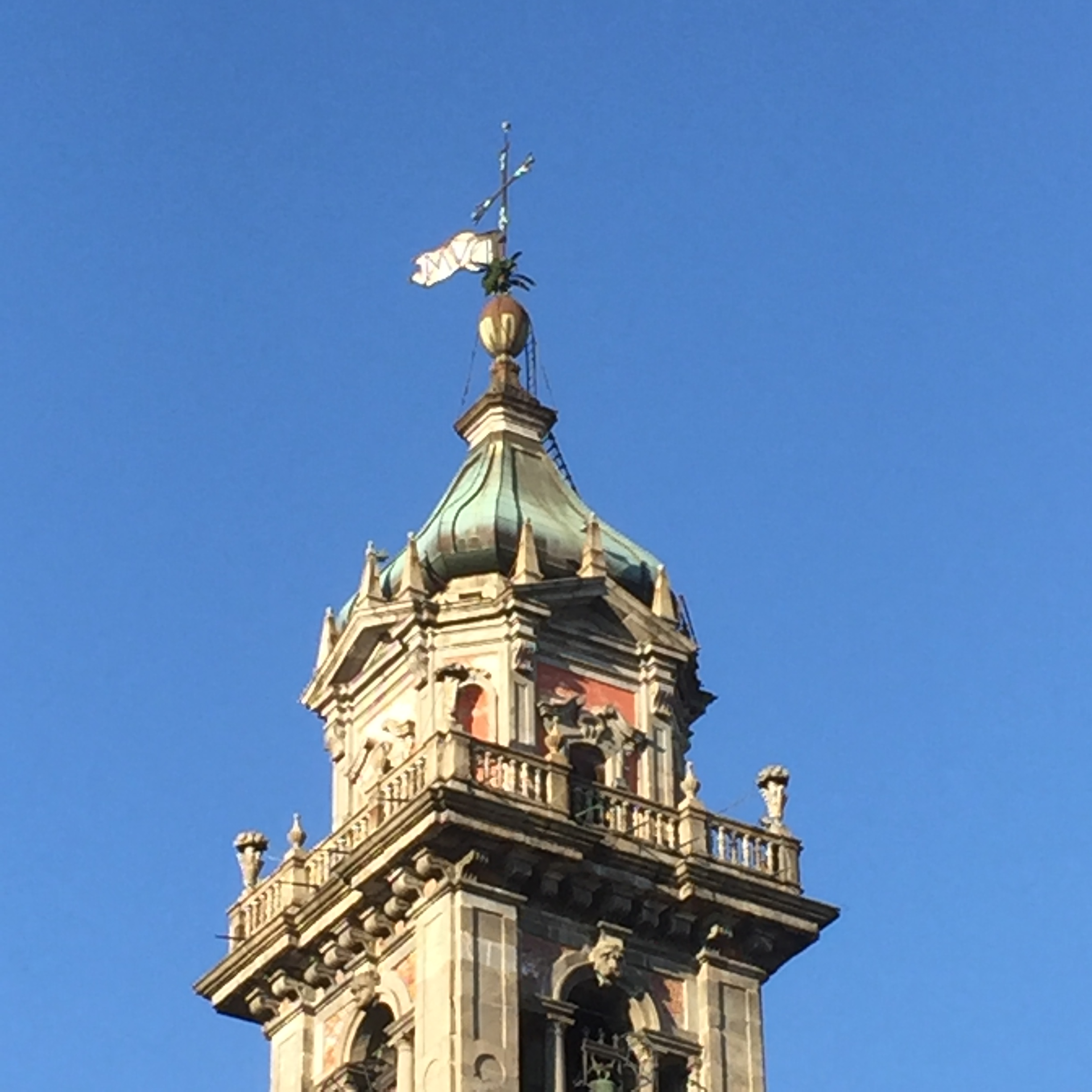
Dettaglio sulla lanterna.

Il campanile ospita un concerto di otto campane: originariamente in la maggiore, a seguito di un intervento di rettifica tonale è divenuto in la bemolle maggiore. Tutti i bronzi sono regolarmente impiegati per il servizio liturgico della sottostante basilica e del battistero. Conformemente agli standard campanari dell'arcidiocesi di Milano, il sistema adotta lo schema di funzionamento detto a "battaglio cadente".
Le campane sono opera del fonditore varesino Felice Bizzozero, che le realizzò nel 1825 (rifondendone poi una nel 1870 a seguito di una crepatura):
- la prima campana (LA♭2, anche detta Campanone) ha un diametro di 179 cm, uno spessore di 12,3 cm e un peso di 3,3 tonnellate.
- la seconda campana (SI♭2) ha un diametro di 159,1 cm, uno spessore di 10,6 cm e un peso di 2,287 tonnellate.
- la terza campana (DO3) ha un diametro di 142 cm, uno spessore di 9,5 cm e un peso di 1,654 tonnellate.
- la quarta campana (RE♭3) ha un diametro di 132,6 cm, uno spessore di 8,8 cm e un peso di 1,409 tonnellate.
- la quinta campana (MI♭3) ha un diametro di 118 cm, uno spessore di 8,1 cm e un peso di 0,949 tonnellate.
- la sesta campana (FA3) ha un diametro di 105,9 cm, uno spessore di 7,1 cm e un peso di 0,664 tonnellate.
- la settima campana (SOL3) ha un diametro di 93,7 cm, uno spessore di 6,3 cm e un peso di 0,467 tonnellate.
- l'ottava campana (LA♭3) ha un diametro di 88,1 cm, uno spessore di 5,8 cm e un peso di 0,395 tonnellate.

Il concerto di San Vittore è considerato da critici ed esperti tra i più solenni e ricchi di personalità dell'area di rito ambrosiano: al fonditore Bizzozzero è riconosciuto particolare acume nella scelta della lega metallica e nell'esecuzione delle fusioni, tali da rendere le sue campane ben accordate e intonate. Al netto di alcuni difetti comuni peraltro ai concerti coevi (quale l'ottava inferiore crescente del Campanone e dei bronzi intermedi), le otto campane del Bernascone esprimono un suono solenne, dal timbro ripieno e grandioso.

## Folklore

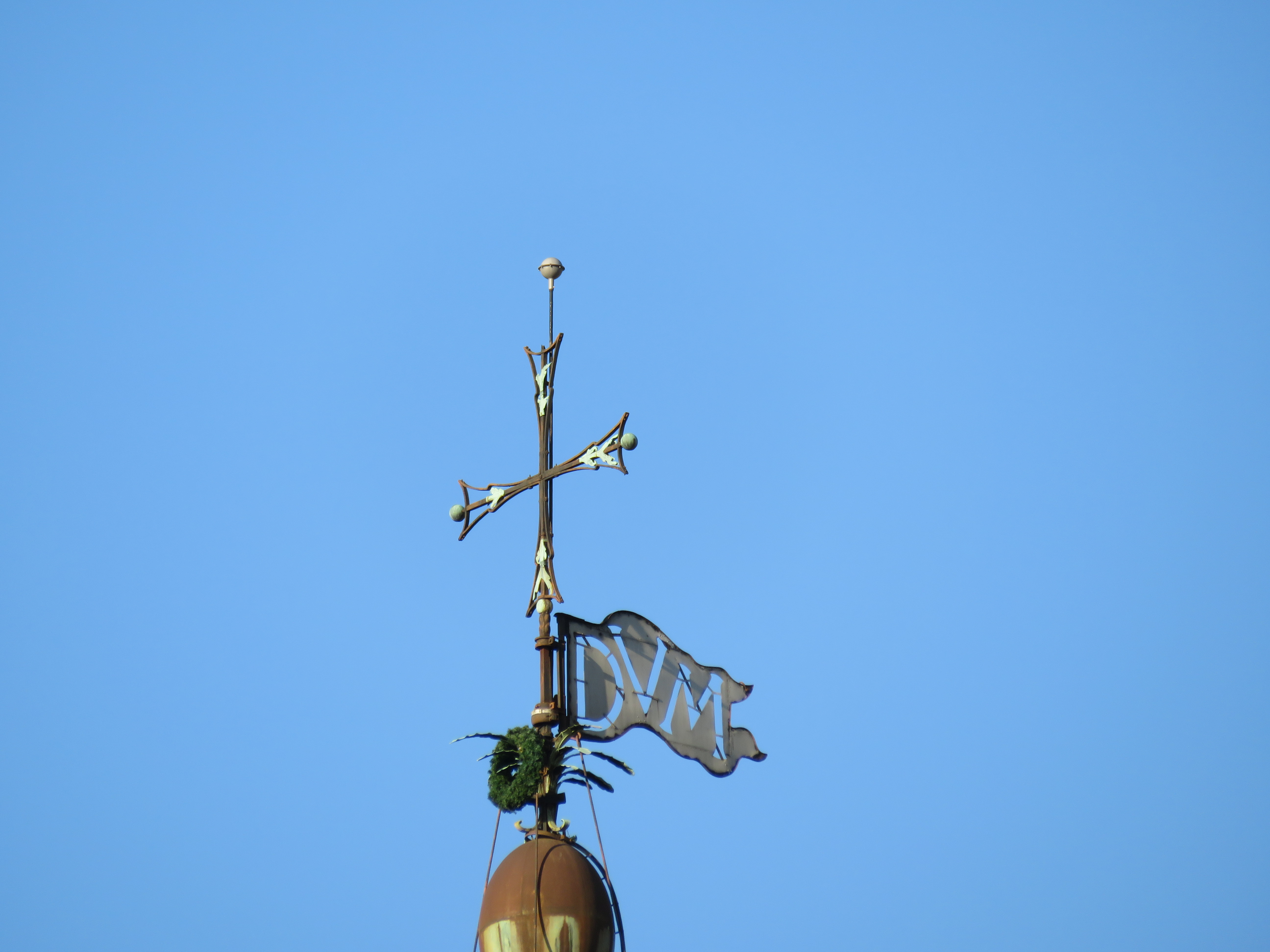
La croce cuspidale, con sfera e banderuola; è ben visibile la corona di pino tradizionalmente apposta dai vigili del fuoco ogni 8 dicembre.

Dal 1999, in occasione della solennità dell'Immacolata Concezione, i vigili del fuoco di Varese scalano il campanile per appendere al pinnacolo una corona votiva di pino, recante iscritta una preghiera mariana.